# 外文出版社
外文出版社（がいぶんしゅっぱんしゃ）は、中国外文出版発行事業局傘下の企業で、中華人民共和国で外国語出版物を発行する主要な組織である。1952年に発足した。

## 概要
1952年に、中華人民共和国の対外宣伝機関の再編が行われ、8月に中央人民政府情報総局が廃止され、中央人民政府情報国際局は外文出版社に改組された。 国際報道局のニュース部門は新華社通信に移管され、新華社通信の外信編集部となり、国内ニュースの対外報道を専門とし、国際ニュースリリースは新華社通信の国際情報部の管轄となり、国際報道局の特集グループは同時に新華社通信に移管され、後に新華社通信の対外特集機関となった。
1952年4月28日、政務院文化教育委員会が中央人民政府政務院に提出した「国際情報局を外文出版社に改組することに関する報告書」は、これまで国際情報局の業務範囲が広すぎたことを指摘し、「将来、より良い分業体制を実現し、対外的に外国語での広報を強化するため、3月26日の第33回委員会において、同局を外文出版社に改組することが決定された」とした。 「再編された外国語出版局は、わが国の広報のための外国語書籍・雑誌の編集・出版を行う統一的な機関となる」。 同局の本来の業務である英語放送の編集は同年4月に新華社通信に移管され、外国特派員の管理は3月に中央人民政府外交部情報局に移管された。
2010年11月末、外文出版社、新世界出版社、中国語教学出版社、イルカ出版社、朝華出版社、中国画報出版社、ノヴァ出版社、中国国際図書貿易公司はいずれも組織再編を完了し、政府部局から有限責任会社に転換した。
外文出版社は、中華人民共和国の指導者の著作、中国共産党と中華人民共和国政府が発行した重要な文書、中華人民共和国の現代情勢と中国の伝統文化を反映した読み物を出版している。 2012年現在、外文出版社は43の言語で30,000以上のタイトルを約200の国と地域の読者に向けて出版している。
外文出版社は中国出版政府賞の「先進的出版部門賞」を、2008年、2011年、2017年の3回受賞した。